# 魯濟濟河

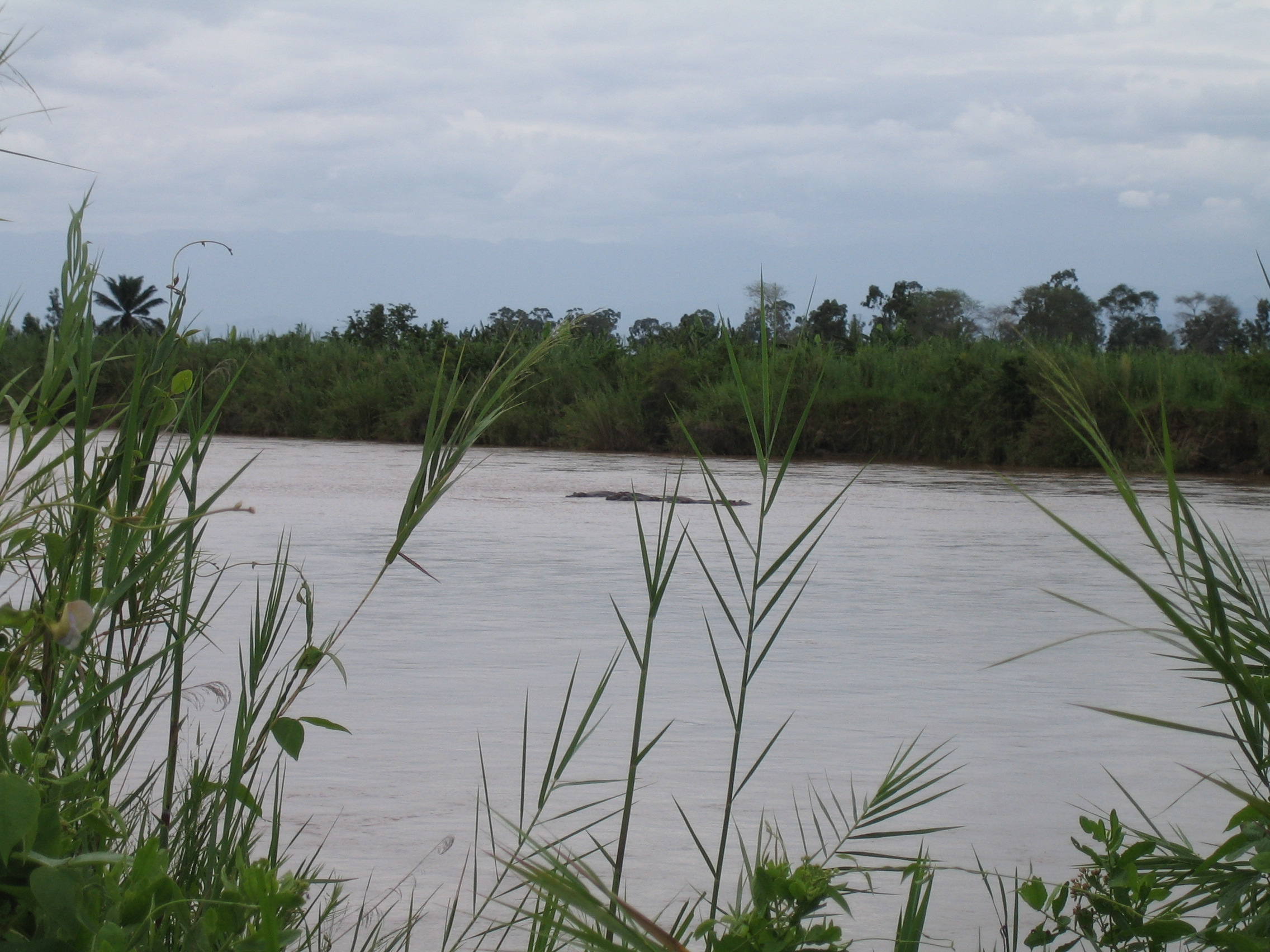
魯濟濟河，攝於蒲隆地

魯濟濟河（Ruzizi）是一條中部非洲的河流，由基伏湖流至坦干伊喀湖。魯濟濟河由海拔高度1500公尺處下降至約770公尺處。在魯濟濟河的南端終點，形成了魯濟濟沖積平原，地形起伏非常平緩。在流入坦干伊喀湖前，魯濟濟河形成了一個三角洲。
盧安達及剛果民主共和國的南部國界即以魯濟濟河劃分。順著坦干伊喀湖，魯濟濟河也劃出了蒲隆地與剛果民主共和國間的國界。一座稱為「和諧大橋」被建造在接近魯濟濟河的河口處，連接了蒲隆地與剛果民主共和國。
魯濟濟一號水力發電廠建築於1958年，位在魯濟濟河由基伏湖流出處，影響了基伏湖的水位及水的流出。該水力發電廠經由穆魯魯（Mururu）中繼站提供電力給布班扎（Bubanza）及基戈馬（Kigoma）。目前，該水力發電廠每年可產生148000000度的電力。 
接著，在1989年，魯濟濟二號水力發電廠完工。魯濟濟一號及二號水力發電廠由一家跨國公司（蒲隆地、盧安達及剛果民主共和國）操作。但是這兩座發電廠所產生的電力仍不能滿足鄰近區域的需求量，所以目前有第三座水力發電廠，魯濟濟三號水力發電廠正在計劃中。目前規劃興建的位置在二號廠下游25公里處。

## 外部連結
- Strategic/Sectoral, Social and Environmental Assessment of Power Development Options in the Nile Equatorial Lakes Region: Stage I -Burundi, Rwanda and Western Tanzania, February 2005

- 魯濟濟流域的電力生產持續衰退，2005年8月的新聞 （页面存档备份，存于）